# Sisyra iridipennis
Sisyra iridipennis is een insect uit de familie sponsvliegen (Sisyridae), die tot de orde netvleugeligen (Neuroptera) behoort. 
Sisyra iridipennis is voor het eerst wetenschappelijk beschreven door A. Costa in 1884.